# Орсомарсо
Орсомарсо (итал. Orsomarso) — коммуна в Италии, располагается в регионе Калабрия, подчиняется административному центру Козенца.
Население составляет 1505 человек, плотность населения составляет 17 чел./км². Занимает площадь 90 км². Почтовый индекс — 87020. Телефонный код — 0985.
Ближайшие населённые пункты: Морманно, Санта-Доменика-Талао, Сарачена, Санта-Мария-дэль-Чедро, Скалея, Вербикаро.
Покровителем коммуны почитается святой Себастьян, празднование 20 января.